# Arthur Sarnoff
Arthur Saron Sarnoff (* 30. Dezember 1912 in Pittsburgh; † 30. Juli 2000) war ein US-amerikanischer Illustrator, Grafiker und Maler.

## Leben
Arthur Sarnoff kam 1912 in Pittsburgh (nach anderen Quellen in New York City) als Sohn von Samuel Sarnoff und Lena Sarnoff, geb. Wagner, zur Welt. Er wuchs in Brooklyn auf. Seine Ausbildung erhielt er in New York an der School of Industrial Design und an der Grand Central School of Art (1934), wo er ein Schüler von Harvey Dunn war. Später setzte er seine Studien bei John Clymer und Andrew Wyeth fort. 1935 heiratete er Lillian Shaff, mit der er Zwillingstöchter bekam.
Sarnoff verdiente seinen Lebensunterhalt zunächst als Laufbursche im Kunstgeschäft und arbeitete im Bereich künstlerische Beschriftung, Layout, Illustration und Verpackungsdesign. Ab 1939 war er als freiberuflicher Werbeillustrator für Bücher, Zeitschriften und Werbeagenturen tätig. Er gestaltete auch Kalender und Pin-Ups. Mit der Zeit konnte er sich auf seinem Gebiet einen Namen machen. Er bekam Aufträge für nationale Werbekampagnen wie Coors-Bier und Camay-Seife und lieferte Beiträge für etablierte Zeitungen wie The Saturday Evening Post. In seinen Arbeiten griff er unter anderem Tier-, Sport- und Westernthemen auf. Bekannt wurde vor allem Sarnoffs Serie von Bildern, die vermenschlichte Hunde bei verschiedenen Casino-Aktivitäten darstellt, insbesondere The Hustler, das sie beim Billardspielen zeigt. Die Ölbilder wurden Anfang der 1960er Jahre von Arthur B. Kaplan and Company in Auftrag gegeben und als Lithografien reproduziert. Daneben malte Sarnoff Porträts, unter anderem von Präsident John F. Kennedy und dessen Frau Jacqueline.
Sarnoff war Mitglied der Society of Illustrators, mit der er auch ausstellte, und der Allied Artists of America, beides Organisationen mit Sitz in New York. Werke von ihm wurden unter anderem in die Sammlungen des Springfield Museum, Parrish Museum in Southampton, National Art Museum of Sport und Hartford Museum aufgenommen.
1993 lebte Sarnoff in Boca Raton, einer Stadt in Florida. Im Juli 2000 starb er im Alter von 87 Jahren. Er hinterließ seine Ehefrau Blanche, seine beiden Töchter und zwei Schwestern.